# Lenetjärnen
Lenetjärnen är en sjö i Dals-Eds kommun i Dalsland och ingår i Örekilsälvens huvudavrinningsområde. Lenetjärn ligger i Trestickla-Boksjön Natura 2000-område.